# Spleetlamp

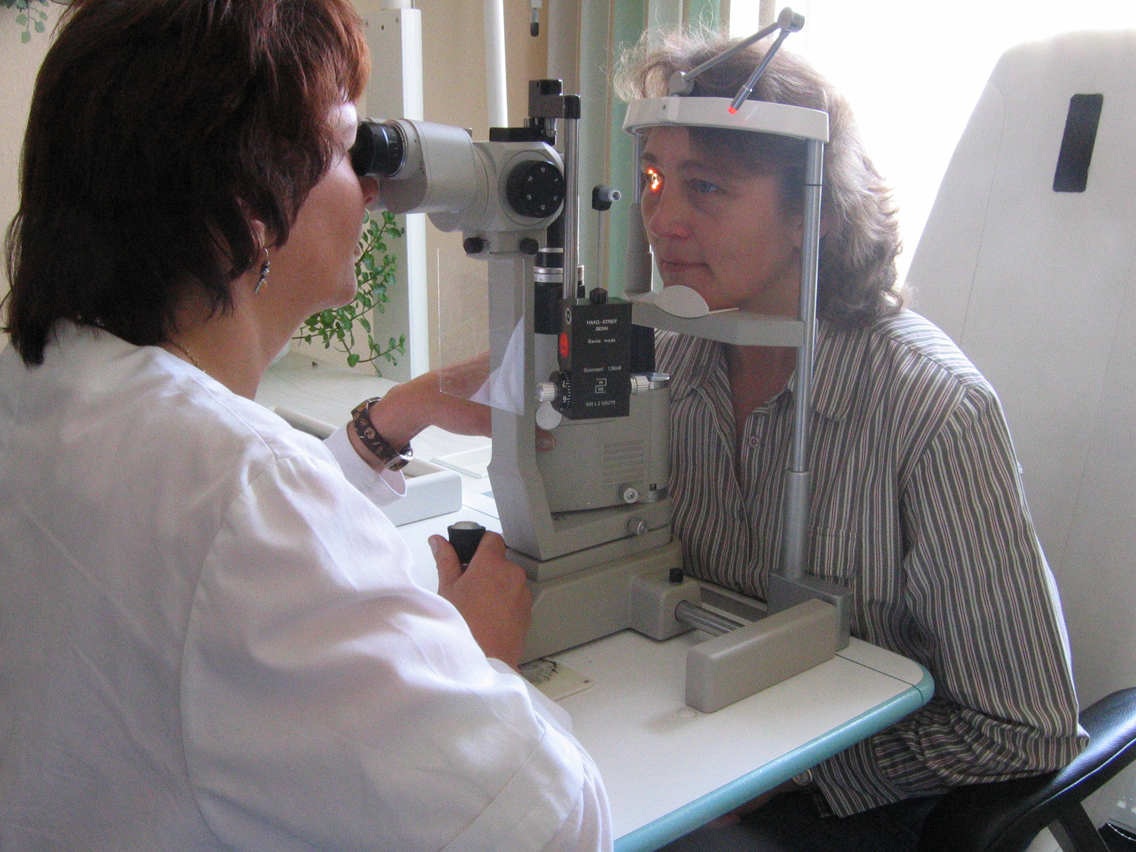
Oogheelkundig onderzoek met behulp van een spleetlamp.

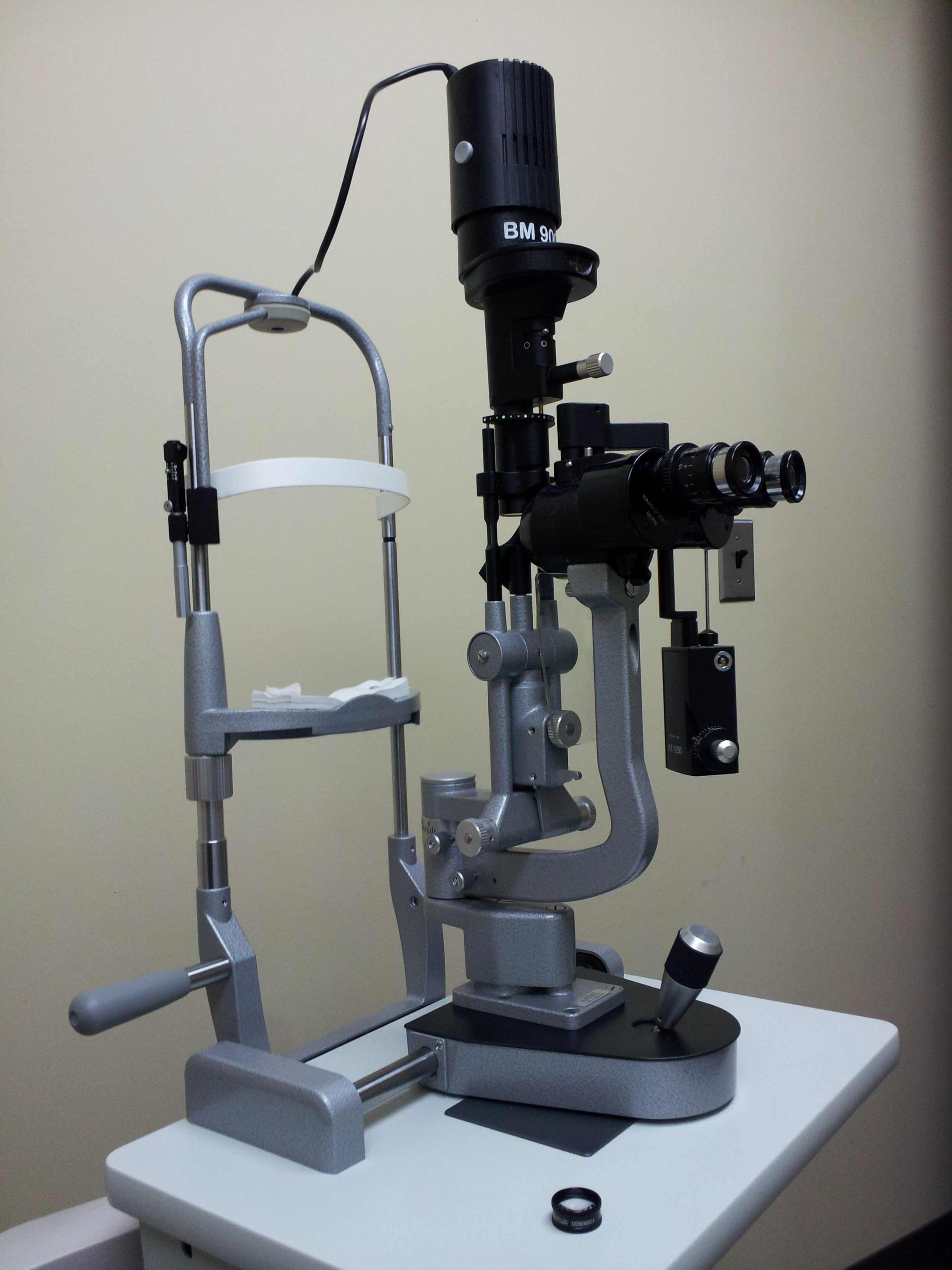
Zijaanzicht van een spleetlamp.

Staar in het menselijk oog: vergroot beeld gezien bij onderzoek met de spleetlamp

In de oogheelkunde en optometrie is een spleetlamp een diagnostisch instrument dat bestaat uit een lichtbron met een hoge intensiteit. Deze kan zo worden gefocust dat er een dunne lichtbundel in het oog schijnt. Het wordt gebruikt in combinatie met een biomicroscoop . Met de lamp kan het voorste en achterste segment van het menselijk oog worden onderzocht, waaronder het ooglid, de harde oogrok, het bindvlies, de iris, de natuurlijke lens en het hoornvlies. Bij het binoculaire spleetlamponderzoek worden de oogstructuren gedetailleerd in stereoscopisch vergroot beeld weergegeven, waardoor anatomische diagnoses voor uiteenlopende oogaandoeningen kunnen worden gesteld. Een tweede, handzame lens wordt gebruikt om het netvlies te onderzoeken. Hiervoor dienen de pupillen met druppels verwijd te worden.

## Werkwijze
Terwijl de patiënt in de onderzoeksstoel zit, legt hij/zij zijn/haar kin en voorhoofd op een steunvlak om het hoofd stabiel te houden. Met behulp van de microscoop onderzoekt de oogarts of optometrist (soms een opticien of contactlensspecialist) vervolgens het oog van de patiënt.  Een dun strookje papier, gekleurd met fluoresceïne, een fluorescerende kleurstof, kan tegen de zijkant van het oog worden gehouden. Dit kleurt de traanfilm op het oogoppervlak en helpt bij het onderzoek. Door de traanfilm te belichten met een kobaltblauwe bundel en vervolgens een geelfilter in de microscoop te plaatsen, worden oneffenheden goed zichtbaar. De kleurstof wordt op natuurlijke wijze via de tranen uit het oog gespoeld.
Een vervolgonderzoek kan bestaan uit het inbrengen van druppels in het oog om de pupillen te verwijden . Het duurt ongeveer 15 tot 20 minuten voordat de druppels werken. Hierna wordt het onderzoek herhaald, waarbij ook de achterkant van het oog kan worden onderzocht. Patiënten kunnen enkele uren na het onderzoek last hebben van enige lichtgevoeligheid . Bovendien kunnen de oogdruppels een verhoogde druk in het oog veroorzaken, wat misselijkheid en pijn tot gevolg kan hebben. Patiënten die ernstige symptomen ervaren, wordt geadviseerd onmiddellijk medische hulp te zoeken. 
Volwassenen hoeven zich niet speciaal voor te bereiden op de test. Kinderen hebben echter mogelijk wel wat voorbereiding nodig, afhankelijk van hun leeftijd, eerdere ervaringen en de mate van vertrouwen.

## Soorten verlichting
Om het maximale uit de spleetlampbiomicroscoop te halen, zijn verschillende spleetlampbelichtingsmethoden nodig. Er zijn hoofdzakelijk zes soorten verlichtingsopties: 
1. Diffuse verlichting,
2. Directe focale verlichting,
3. Spiegelende reflectie,
4. Transilluminatie of retroilluminatie,
5. Indirecte laterale verlichting of indirecte proximale verlichting en
6. Sclerotische verstrooiing.

Oscillerende verlichting wordt soms beschouwd als een verlichtingstechniek.  Observatie met een optische sectie of directe focale belichting is de meest toegepaste onderzoeksmethode met de spleetlamp. Bij deze methode kruisen de assen van de belichtingsweg en de kijkweg elkaar in het te onderzoeken gebied van de voorste oogmedia, bijvoorbeeld de afzonderlijke hoornvlieslagen. 

### Diffuse verlichting

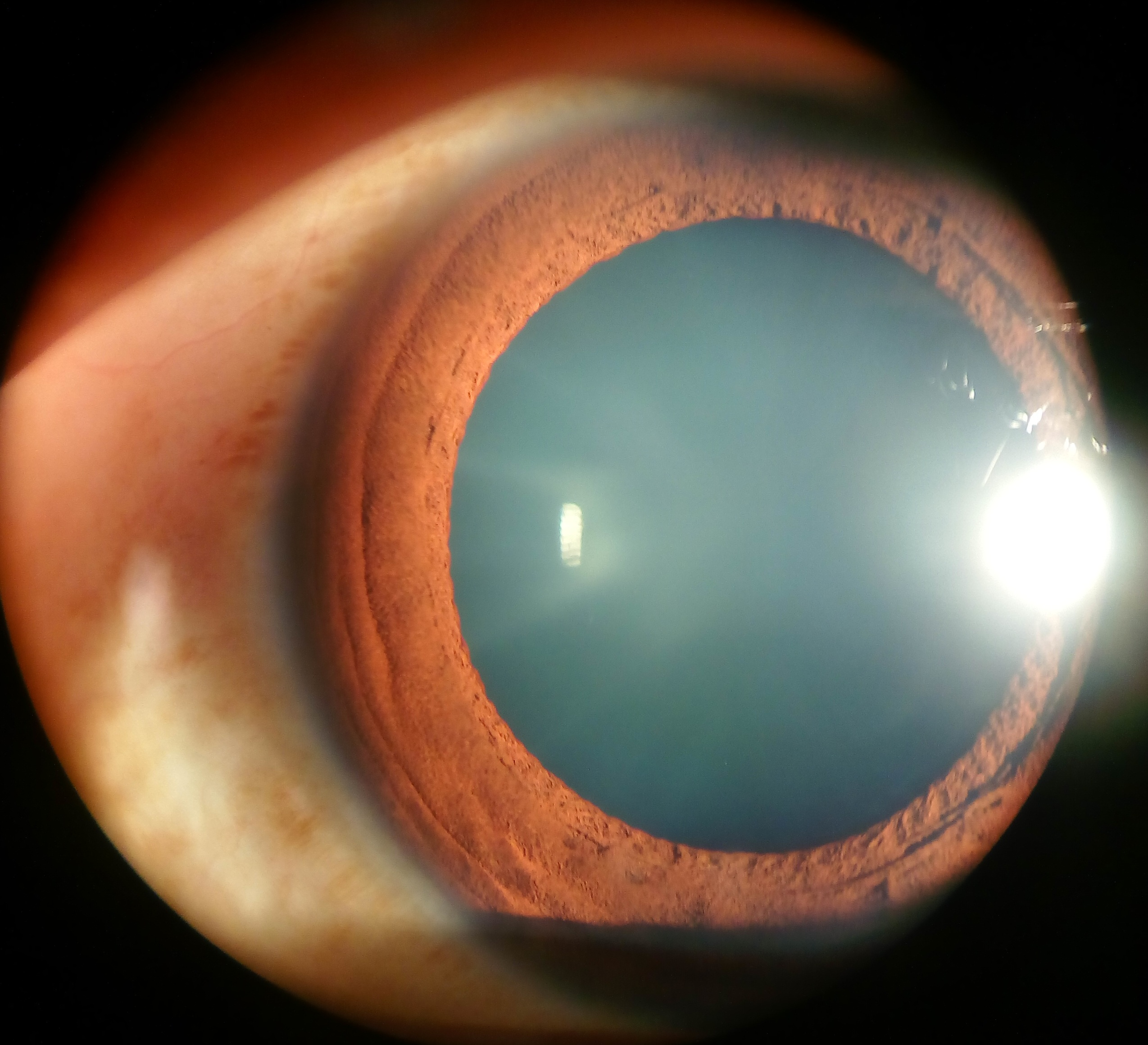
Diffuse verlichting van het voorste oogsegment

Als de media, vooral die van het hoornvlies, ondoorzichtig zijn, zijn optische sectiebeelden vaak onmogelijk, afhankelijk van de ernst. In deze gevallen kan diffuse verlichting nuttig zijn. Hiervoor wordt de spleet heel wijd geopend en wordt een diffuse, verzwakte belichting gecreëerd door een matglazen scherm of diffuusfilter in het verlichtingspad te plaatsen.  "Breedstralen"-verlichting is het enige type waarbij de lichtbron wijd open staat. Het voornaamste doel ervan is om zoveel mogelijk van het oog en de adnexa tegelijk te belichten voor algemene observatie. 

### Directe focale verlichting

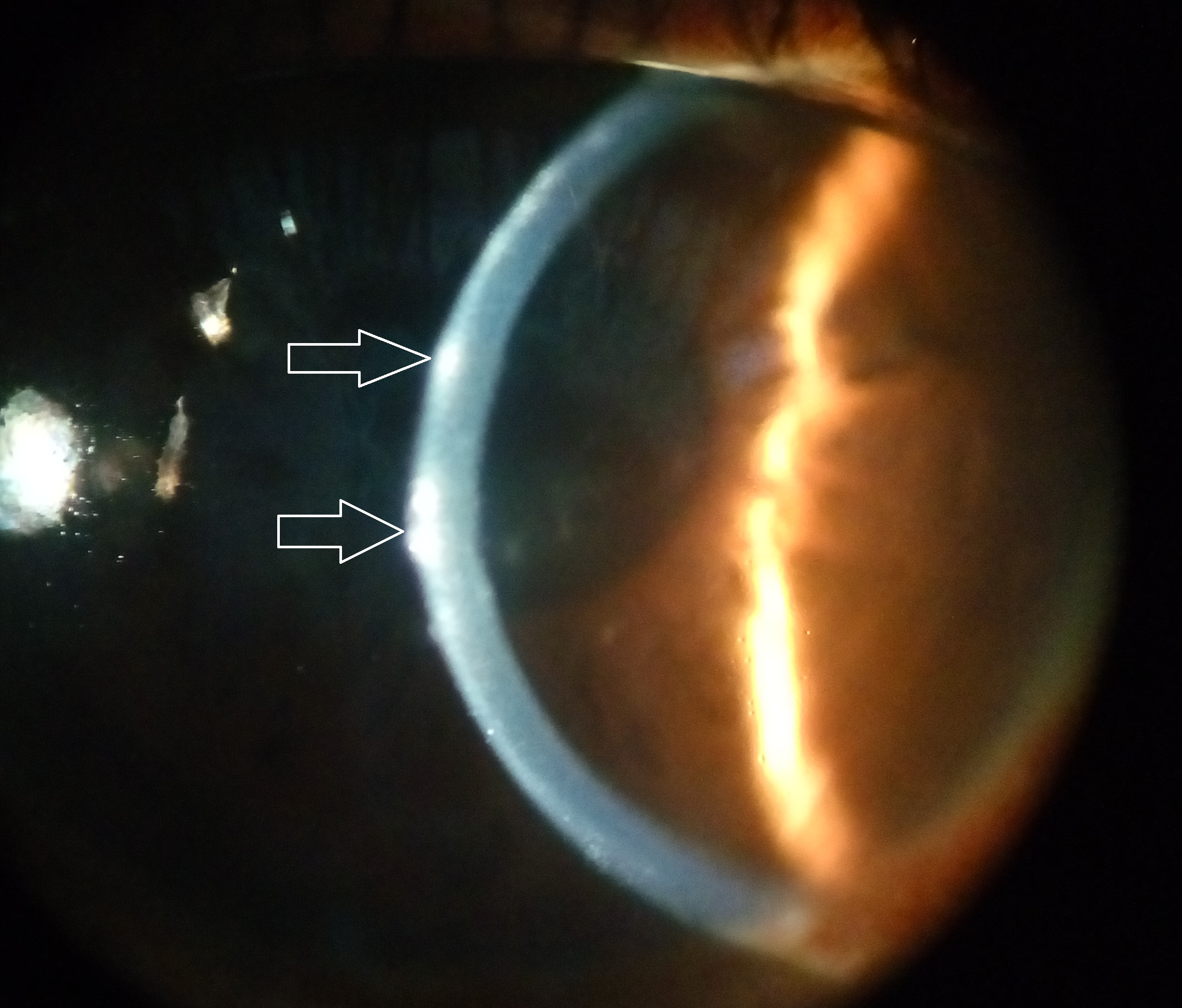
Laesies worden zichtbaar in de oppervlakkige lagen van het hoornvlies door middel van directe focale belichting

Observatie met een optische sectie of directe focale belichting is de meest toegepaste methode. Dit wordt bereikt door een lichtbundel van gemiddelde hoogte, haarbreedte tot gemiddelde breedte, met gemiddelde helderheid, schuin in het oog te richten en deze te focussen op het hoornvlies, zodat een vierhoekig blok licht de transparante media van het oog verlicht.

### Spiegelende reflectie
Spiegelende reflectie of gereflecteerde verlichting is te vergelijken met reflectievlekken die te zien zijn op het door de zon verlichte wateroppervlak van een meer. Om spiegelende reflectie te bereiken, richt de onderzoeker een middelgrote tot smalle lichtbundel (deze moet dikker zijn dan een optische sectie) vanaf de temporale zijde op het oog. De belichtingshoek moet breed zijn (50°-60°) ten opzichte van de observatie-as van de onderzoeker (die licht nasaal moet zijn ten opzichte van de visuele as van de patiënt). Er zal een heldere zone van spiegelende reflectie zichtbaar zijn op het temporale, mid-perifere hoornvliesepitheel. Het wordt gebruikt om de endotheliale omtrek van het hoornvlies te zien. 

### Transilluminatie of retroilluminatie

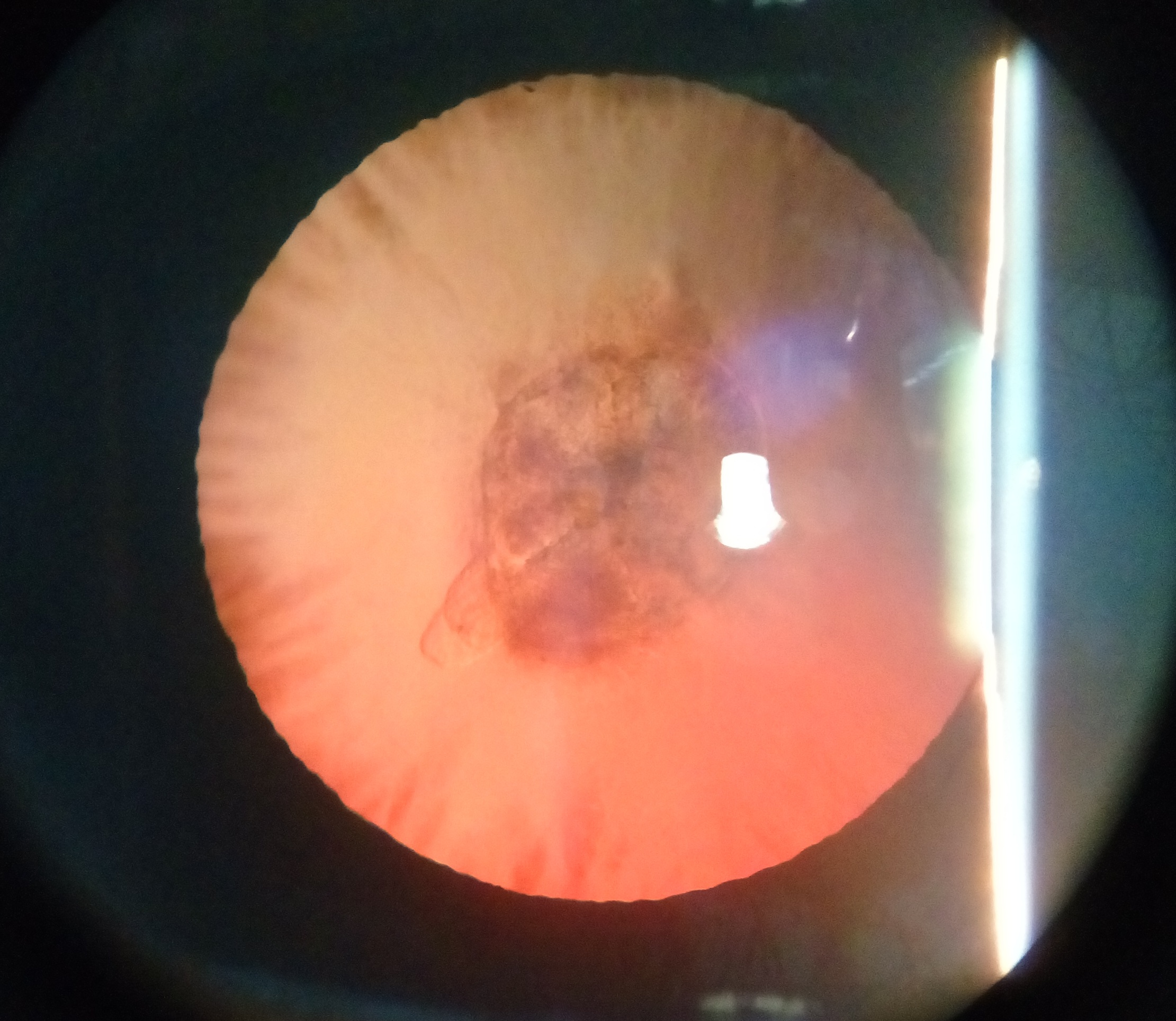
Retro-illuminatie van anterieure subcapsulaire cataract

In bepaalde gevallen levert verlichting door het optische gedeelte niet voldoende informatie op of is het onmogelijk om voldoende te belichten. Dit is bijvoorbeeld het geval wanneer grotere, uitgestrekte zones of ruimten van de oogmedia ondoorzichtig zijn. Dan wordt het verstrooide licht, dat normaal gesproken niet heel helder is, geabsorbeerd. Een vergelijkbare situatie ontstaat wanneer gebieden achter de kristallens bestudeerd moeten worden. In dit geval moet de observatiebundel een aantal grensvlakken passeren die het licht kunnen reflecteren en verzwakken. 

### Indirecte verlichting

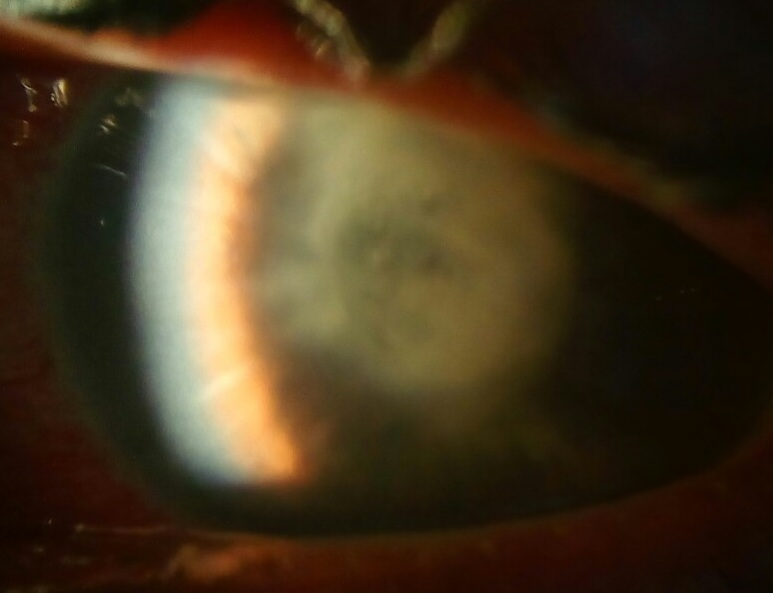
Indirecte laterale belichting van corneaal ulcer

Bij deze methode komt het licht via een smalle tot middelgrote bundel (2 tot 4 mm) aan één kant van het te onderzoeken gebied. De assen van de verlichtingsweg en het kijkpad kruisen elkaar niet in het brandpunt van het beeld. Om dit te bereiken, wordt het verlichtingsprisma gedecentreerd door het om zijn verticale as te draaien, weg van de normale positie. Op deze manier wordt het te onderzoeken gebied in de voorste oogkamer of het hoornvlies verlicht door middel van weerkaatst, indirect licht. Het waargenomen hoornvliesgebied ligt dan tussen het invallende lichtgedeelte door het hoornvlies en het bestraalde gedeelte van de iris. De waarneming vindt dus plaats tegen een relatief donkere achtergrond. 

### Sclerotische verstrooiing of verstrooide sclero-corneale belichting

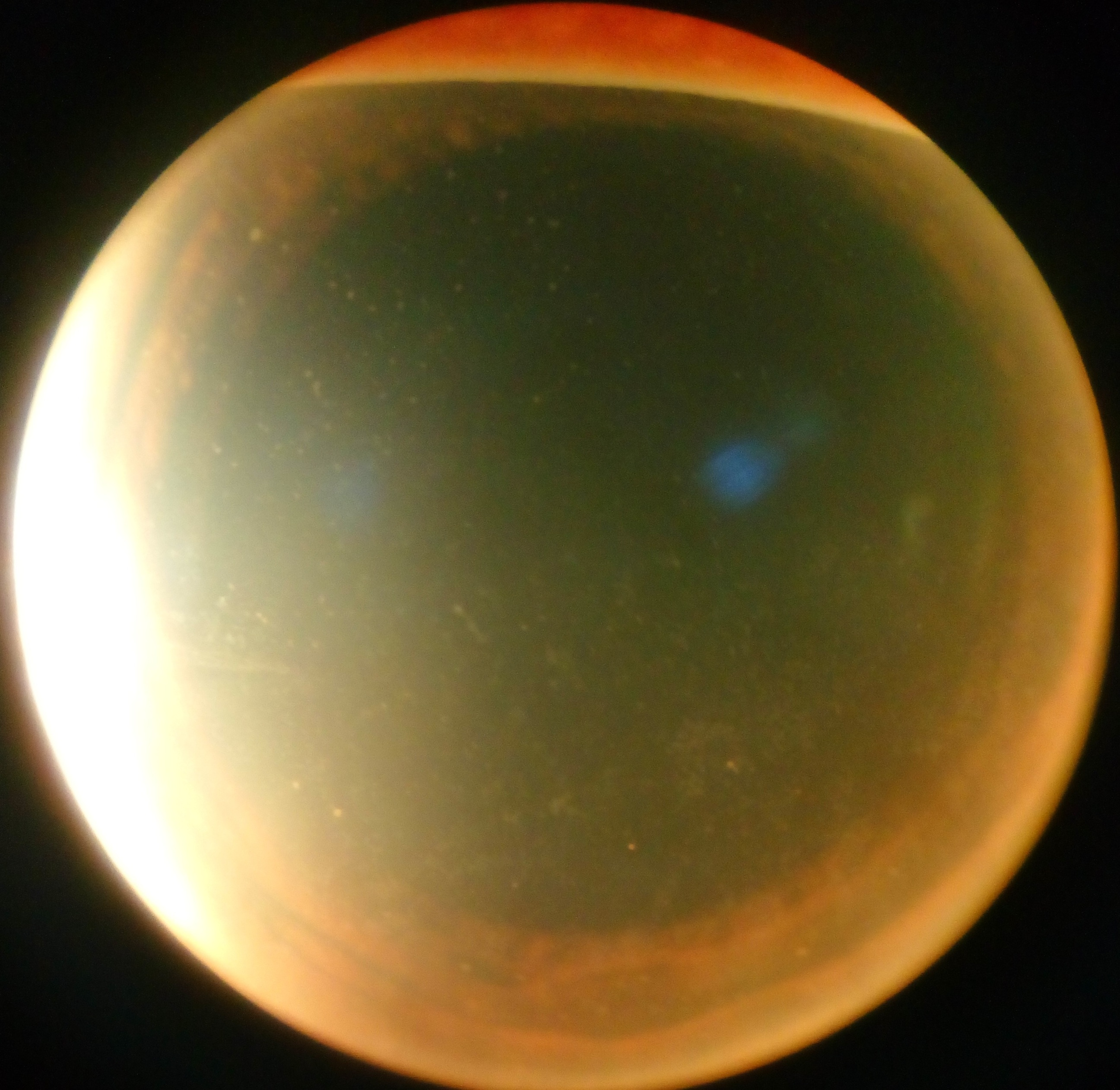
Sclerotische verstrooiingsbelichting die KP op het hoornvlies laat zien

Bij dit type belichting wordt een brede lichtbundel met een uiterst lage invalshoek en met een lateraal gedecentreerd verlichtend prisma op het limbale gebied van het hoornvlies gericht. De aanpassing moet ervoor zorgen dat de lichtbundel door de hoornvliesparenchymlagen heen kan dringen volgens het principe van totale reflectie, waardoor de interface met het hoornvlies helder wordt verlicht. De vergroting moet zo gekozen worden dat het gehele hoornvlies in één oogopslag zichtbaar is. 

## Speciale technieken

### Fundusobservatie en gonioscopie met de spleetlamp

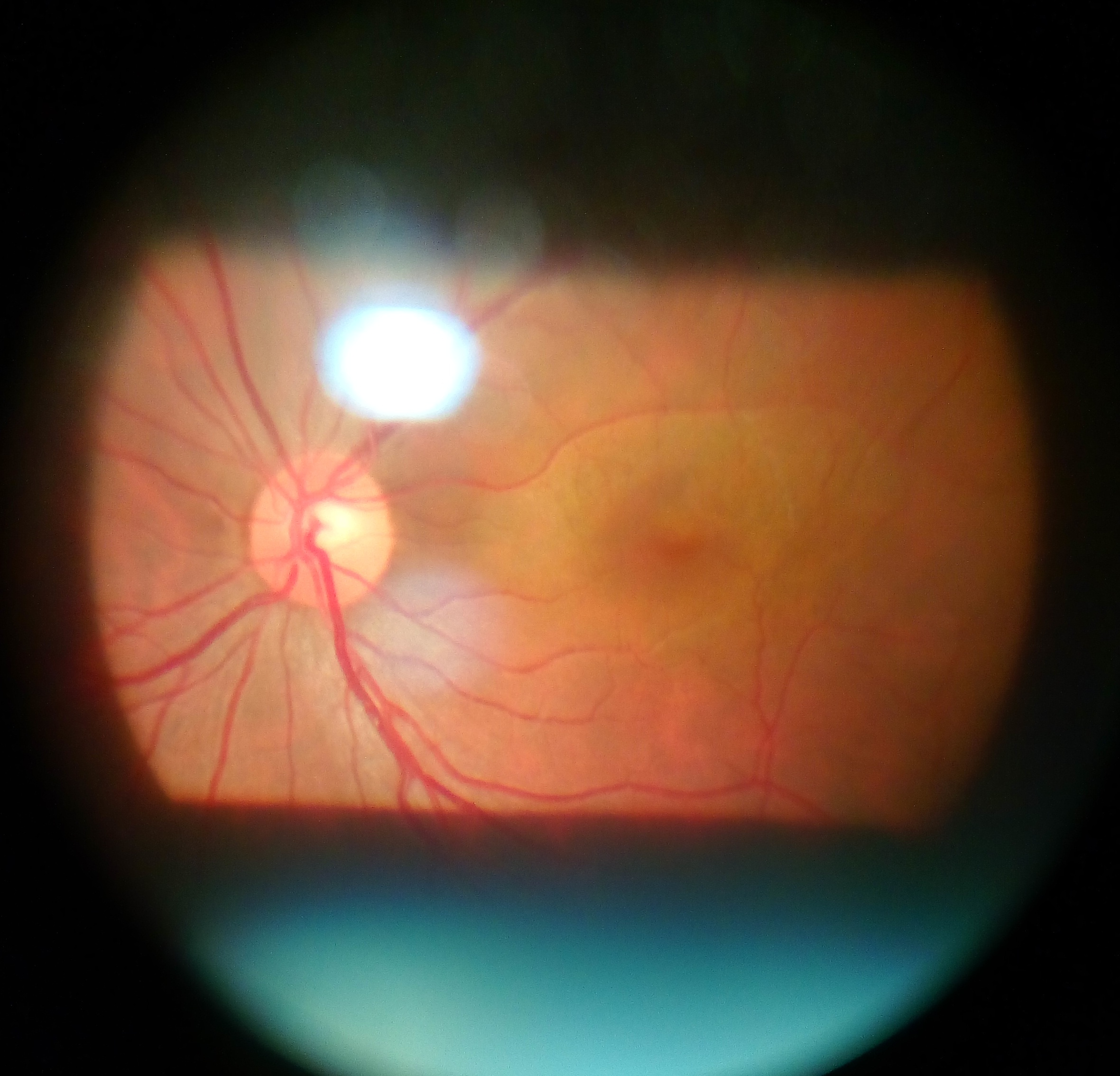
Fundoscopie met behulp van een +90 dioptrie lens met de spleetlamp

Fundusobservatie wordt over het algemeen uitgevoerd door middel van oftalmoscopie, waarbij de waarnemer ( funduscamera of observerend oog) op oneindig wordt gefocust. Hierdoor wordt de fundus van het onderwerp scherpgesteld door het brekende vermogen van de optische media van het onderwerp. Daarentegen is de microscoop bij spleetlampbiomicroscopie gericht op de voorste oogsegmenten, waardoor directe observatie van de fundus onmogelijk is vanwege het refractievermogen van de proefpersoon. Met behulp van hulplenzen kan de fundus echter binnen het focusbereik van de microscoop worden gebracht. Deze lens bestaat gewoonlijk uit een lens die op of nabij het hoornvlies van het onderwerp wordt geplaatst. De optische eigenschappen en praktische toepassingen variëren. 

## Lichtfilters
De meeste spleetlampen hebben vijf opties voor lichtfilters:
1. Ongefilterd,
2. Warmteabsorptie - voor meer comfort voor de patiënt
3. Grijsfilter,
4. Roodvrij- voor betere visualisatie van de zenuwvezellaag, bloedingen en bloedvaten.
5. Kobaltblauw - na kleuring met fluoresceïnekleurstof, voor het zien van hoornvlieszweren, het aanmeten van contactlenzen, de Seidel-test

### Kobaltblauw licht

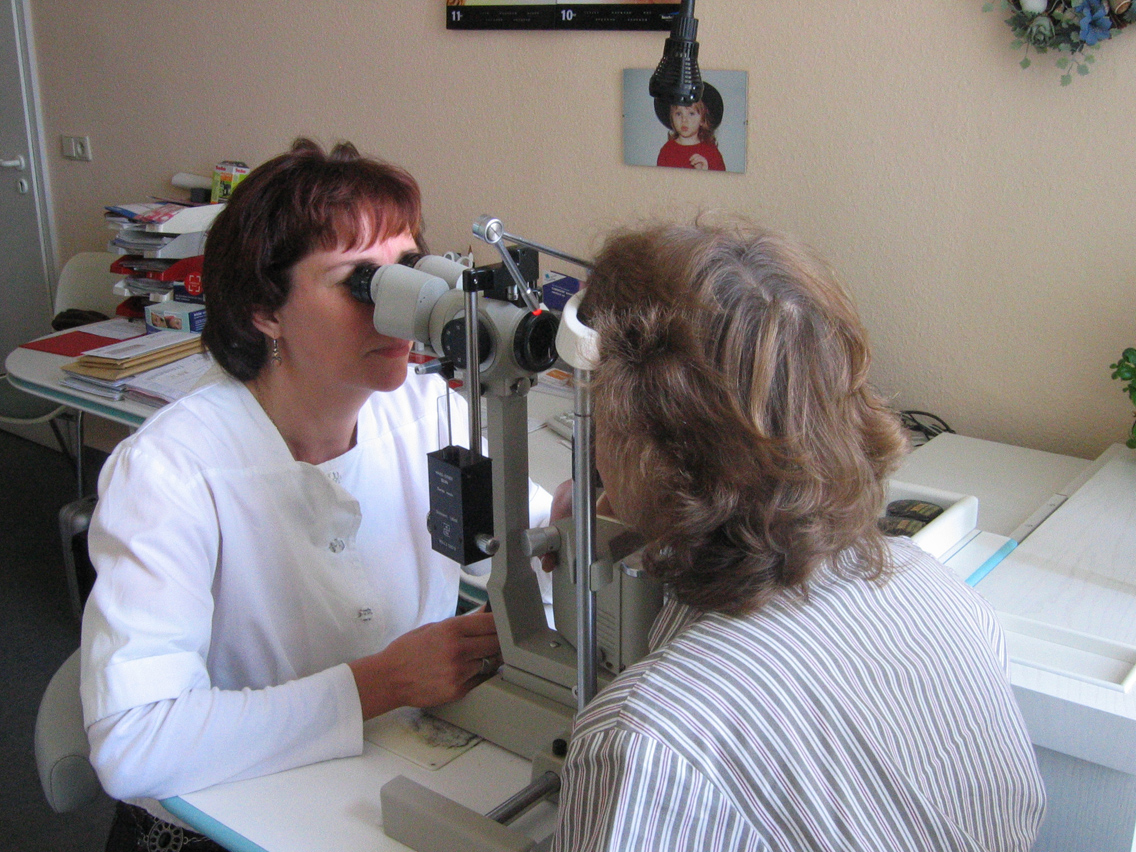
Zeiss Type spleetlamp

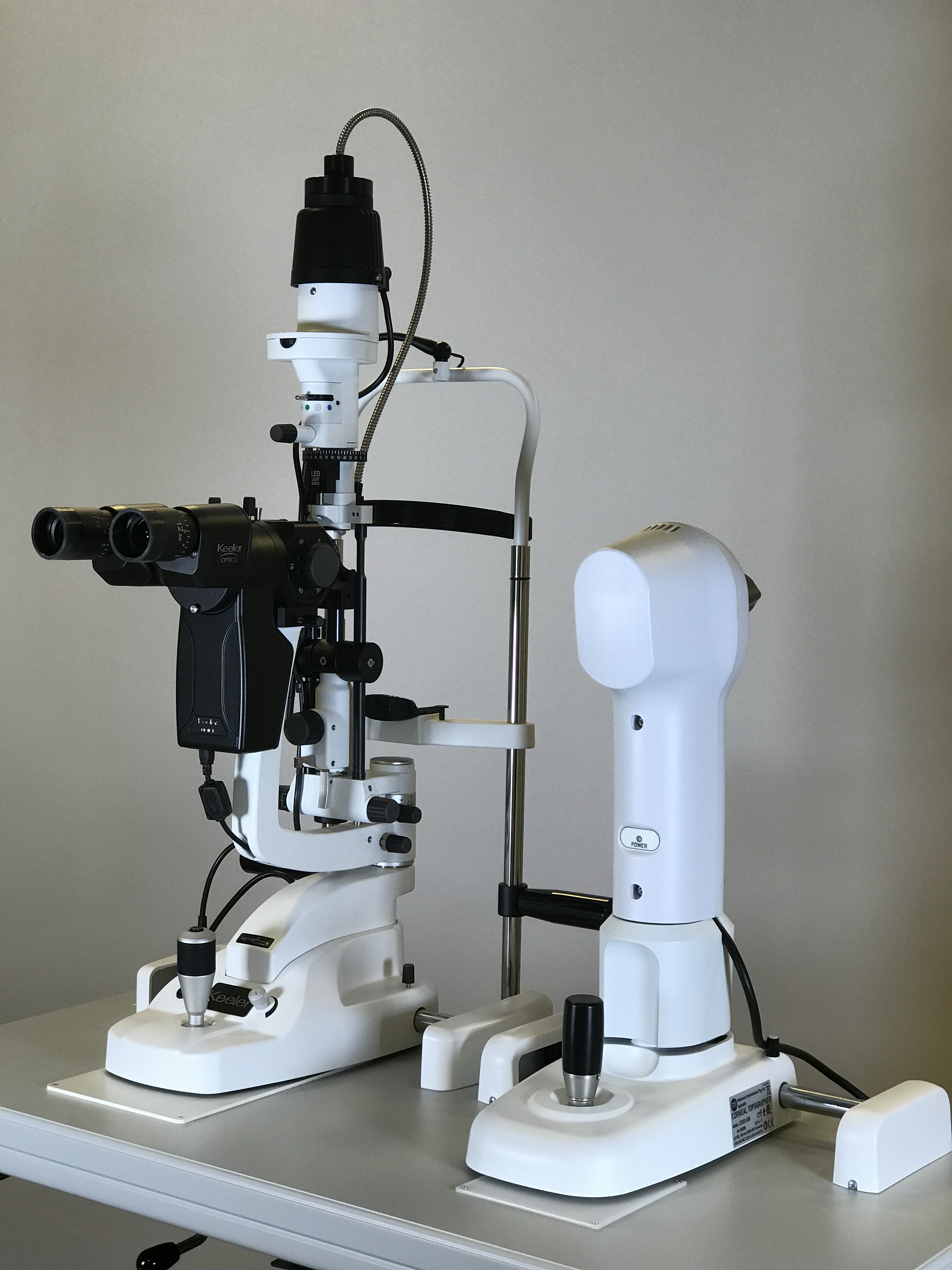
Haag Streit Type spleetlamp (links)

Spleetlampen produceren licht met een golflengte van 450 tot 500 nm, ook wel "kobaltblauw" genoemd. Dit licht is specifiek nuttig om problemen in het oog op te sporen nadat het met fluoresceïne is gekleurd. 

## Typen
Er zijn twee verschillende soorten spleetlampen, waarbij de locatie van het verlichtingssysteem verschilt.

### Zeiss-type
Bij het Zeiss-type spleetlamp bevindt de belichting zich onder de microscoop. Dit type spleetlamp is vernoemd naar de Duitse fabrikant Carl Zeiss. Dit model is compacter in opbouw en eenvoudiger in gebruik, maar maakt het lastiger om bepaalde belichtingstechnieken toe te passen.

### Haag-Streit type
Bij het Haag-Streit type spleetlamp bevindt de belichting zich boven de microscoop. Dit type spleetlamp is vernoemd naar de fabrikant Haag Streit.   Bij dit type spleetlamp is indirecte belichting makkelijker te gebruiken dan bij het Zeiss-model.